# トゥルネー包囲戦 (1667年)
トゥルネー包囲戦（トゥルネーほういせん、フランス語: Siège de Tournai）は、ネーデルラント継承戦争中の1667年6月21日から6月26日にかけて行われた包囲戦。

## 経過
戦役の目的は親征してきたフランス王ルイ14世の望み通りブリュッセルに直接攻撃を仕掛けることだったが、より慎重なテュレンヌ子爵は自軍の準備ができていないとしてより簡単な標的を選ぶことを進言した。
フランス軍はルイ14世の指揮下、6月21日にトゥルネーのランパート近くまで進軍して翌日に塹壕を掘り始めた。トゥルネーの町は25日に、城塞は26日に降伏、トラゼニー侯爵率いる兵士300は名誉をもって降伏した。